# 足利义晴
足利義晴（日语：／ Ashikaga Yoshiharu，1511年4月2日—1550年5月20日）是日本室町幕府第12代征夷大將軍，1521年至1546年在職。他是第11代將軍足利義澄的長子、母為日野永俊之女、日野富子之姪。弟足利義維。正室為近衛尚通之女。有子足利義輝及足利義昭。幼名為龜王丸，法名：萬松院曄山道照。

## 生涯

### 就任將軍
1508年，足利義稙擊敗足利義澄，復辟為將軍。此後義澄逃往近江國，試圖奪回將軍之位。足利義晴就是在此期間出生在近江國朽木谷的。義晴出生後不久義澄就病逝了。永正10年（1513年）2月14日，義澄派和義稙派達成和解，足利義稙將軍之位得到了確定。次年足利義晴被送往播磨國，受到兼任播磨、備前、美作三國守護的義澄派重要人物赤松義村的庇護和養育。
大永元年（1521年）3月7日，第10代將軍義稙由於與管領細川高國不合而出奔。由於同月22日即將舉行後柏原天皇的即位儀式，將軍的出奔令天皇非常憤怒。天皇下令即位儀式照常進行，並讓細川高國擔任警備事務。高國提議罷免足利義稙的將軍職，任命足利義晴就任將軍。7月6日，細川高國迎義晴上洛，8月29日行參賀之禮。朝廷接受高國的建議，於11月25日任命足利義晴為右馬頭。12月24日義晴元服後，次日就被任命為第12代將軍。
大永五年（1525年）細川高國退讓管領職務予長子細川稙國，稙國同年死亡。

### 近江幕府（桑實寺等）
大永6年（1526年），細川高國的家臣香西元盛被殺，細川氏內部糾紛因此而起。與高國對立的細川晴元，在阿波國人三好元長的援助下，擁立義晴之弟義維，並與高國開戰。元盛的被殺後，其兩位兄長波多野稙通、柳本賢治等叛離高國。大永7年（1527年），桂川原之戰中細川高國被打敗，細川晴元及實權掌握者三好元長等人攻入京都。足利義晴與細川高國、武田元光等人逃亡至近江國（今滋賀縣）。
享祿元年（1528年），在近江國人朽木稙綱的幫助下居住在朽木（興聖寺），以若狹守護武田元光等軍事勢力為後盾，同三好元長所擁立堺公方足利義維對立。享禄4年（1531年），細川高國在中島之戰中被打敗，不久又在大物崩中兵敗自殺身亡。
戰後細川晴元與三好元長對立。天文元年（1532年），細川晴元聯合本願寺的一向一揆對抗三好元長（享祿天文之亂），足利義晴移駕近江國的桑實寺，試圖回到京都。晴元在得到本願寺之協力下廢去堺公方義維，三好元長也被殺。天文3年（1534年）在六角定賴、六角義賢父子為後援下，義晴得歸回京中。此時將軍權威完全蕩然無存，成為傀儡。但足利義晴一直試圖恢復將軍權力，設立由自己親信組成的內談眾為政治中樞，試圖親政。同時迎娶朝廷重臣近衛家的女子為正室，試圖得到朝廷的支持。
天文10年（1541年）因與細川晴元不和，逃往近江的坂本；次年回到京都。天文12年（1543年）再次逃往近江。

### 讓位與病死
天文16年（1547年）足利義晴進入瓜生山城，同細川晴元對立，但被晴元擊敗（舍利寺之戰）。此後義晴將將軍職讓給其子足利義輝，並以大御所的身份繼續執掌幕政。不久與細川晴元達成和解，回到京都。但天文18年（1549年）又與細川晴元及其重臣三好長慶發生對立。江口之戰戰敗後，義晴與義輝一起逃往近江朽木谷。天文19年（1550年）在近江穴太（今滋賀縣大津市穴太）死去，享年40歲。葬於義晴地藏寺（位於今大阪府交野市）。

## 官歷
※日期＝舊曆
- 大永元年（1521年）
  - 7月28日，敘從五位下。
  - 11月24日，元服，取名義晴。
  - 11月25日，昇敘正五位下，任左馬頭。同時受封征夷大将軍。
- 大永2年（1522年）2月17日，昇敘從四位下，補任参議，兼任左近衛中将。
- 享禄3年（1530年）1月20日，昇敘從三位，轉任權大納言。
- 天文15年（1546年）12月20日，兼任右近衛大将。同日辭去征夷大将軍職務。
- 天文19年（1550年）
  - 4月4日死去。
  - 5月7日，追贈從一位左大臣。

## 接受義晴偏諱的人物
| - 一色晴具 - 赤松晴政 - 畠山晴熙 - 細川晴元 - 細川晴之 - 細川晴國 - 細川晴經 | - 足利晴氏 - 尼子晴久 - 荒川晴宣 - 有馬晴純 - 伊東義祐 - 今出川晴季 - 大館晴忠 - 富樫晴貞 | - 大館晴光 - 大友義鑑 - 大友義鎮 - 北畠晴具 - 二条晴良 - 大内晴持 - 日野晴光 | - 日野晴資 - 近衛晴嗣（前久） - 相良晴廣 - 相良義滋 - 進士晴舍 - 諏訪晴長 - 千秋晴季 | - 曾我晴助 - 松田晴秀 - 武田義統 - 武田晴信（信玄） - 伊達晴宗 - 長尾晴景 - 南部晴政 | - 二階堂晴行 - 畠山晴熙 - 彦部晴直 - 三淵晴恒 - 三淵晴員 - 簗田晴助 - 朽木晴綱 - 攝津晴門 | - 黑川晴氏 - 今川義元 |

| 足利義晴        |                                         |                   |
| 军职            |                                         |                   |
| 前任： 足利義稙 | 征夷大將軍 1522年1月22日－1547年1月11日 | 繼任： 足利義輝   |
| 前任： 近衛晴嗣 | 右近衛大將 1547年1月11日－1550年5月20日 | 繼任： 西園寺公朝 |
| 貴族爵位和頭銜  |                                         |                   |
| 前任： 足利義稙 | 足利將軍家第12代當主 1522年 - 1547年    | 繼任： 足利義輝   |